# Audi A7
Audi A7 Sportback — п'ятидверний ліфтбек компанії Audi AG.

## Перше покоління (з 2010 до 2014— 4G7 з 2014 до 2018— 4G8)

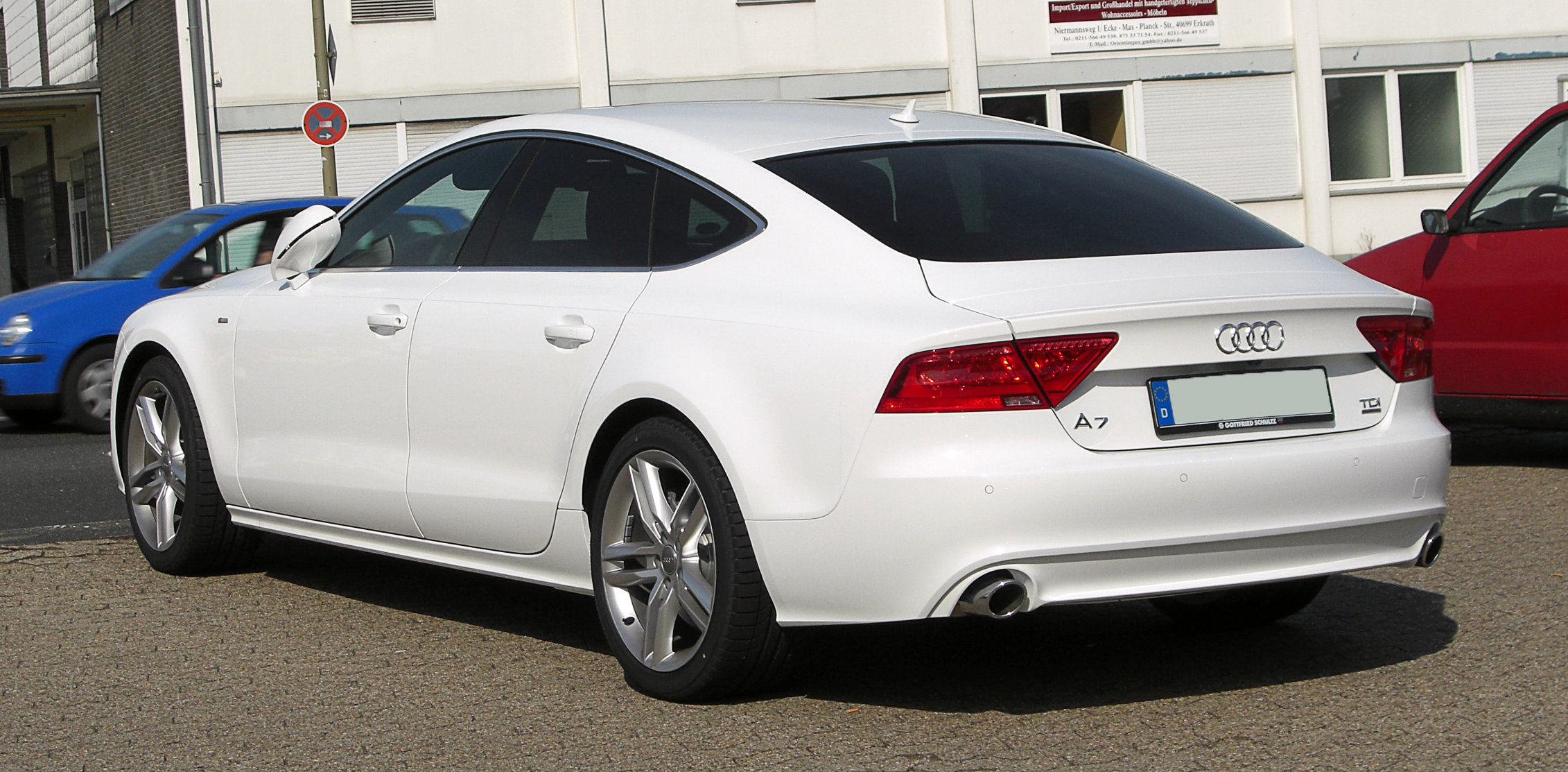
Audi A7 Sportback (2010—2014)

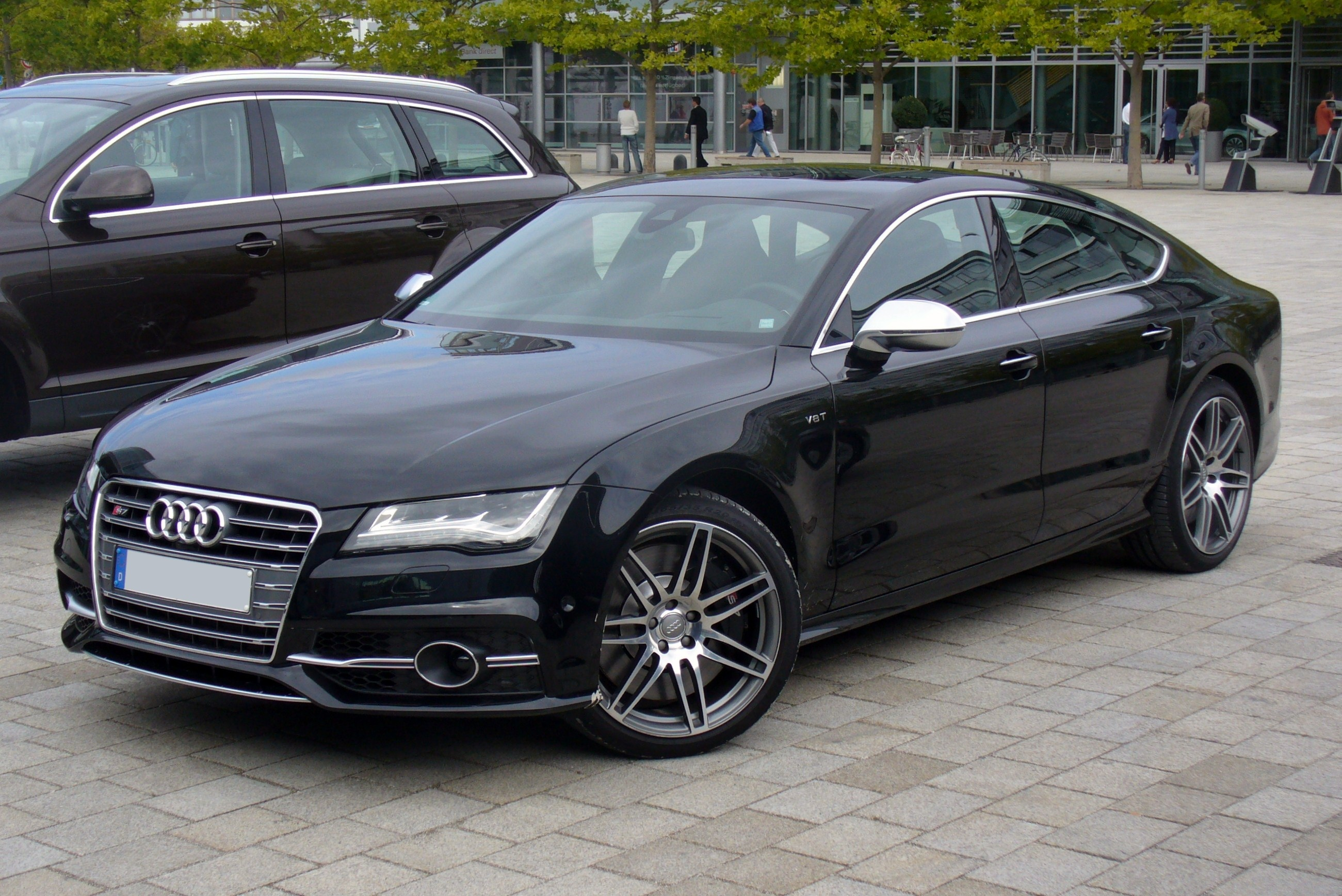
Audi S7 Sportback (2011—2014)

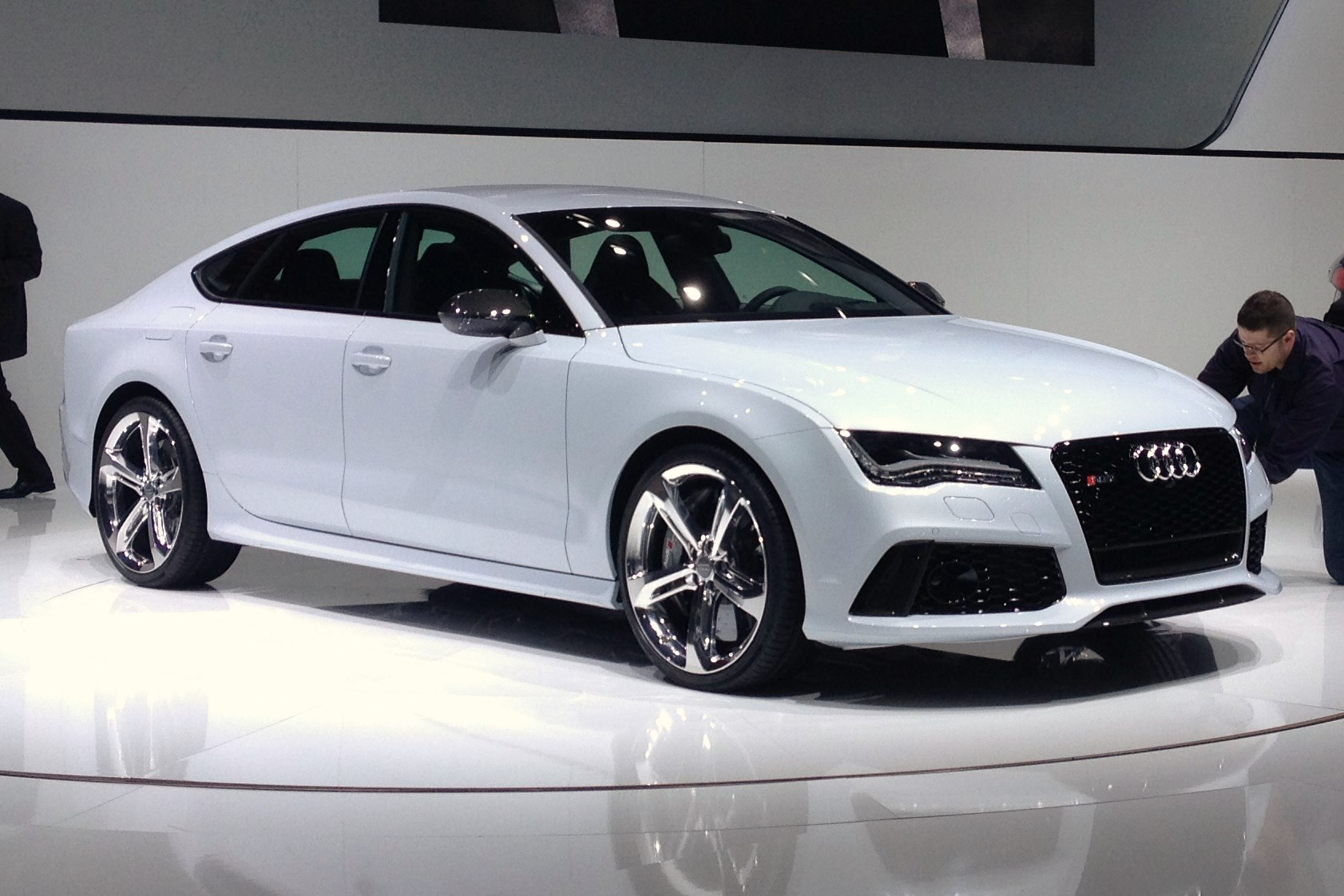
Audi RS7 Sportback (2013—2014)

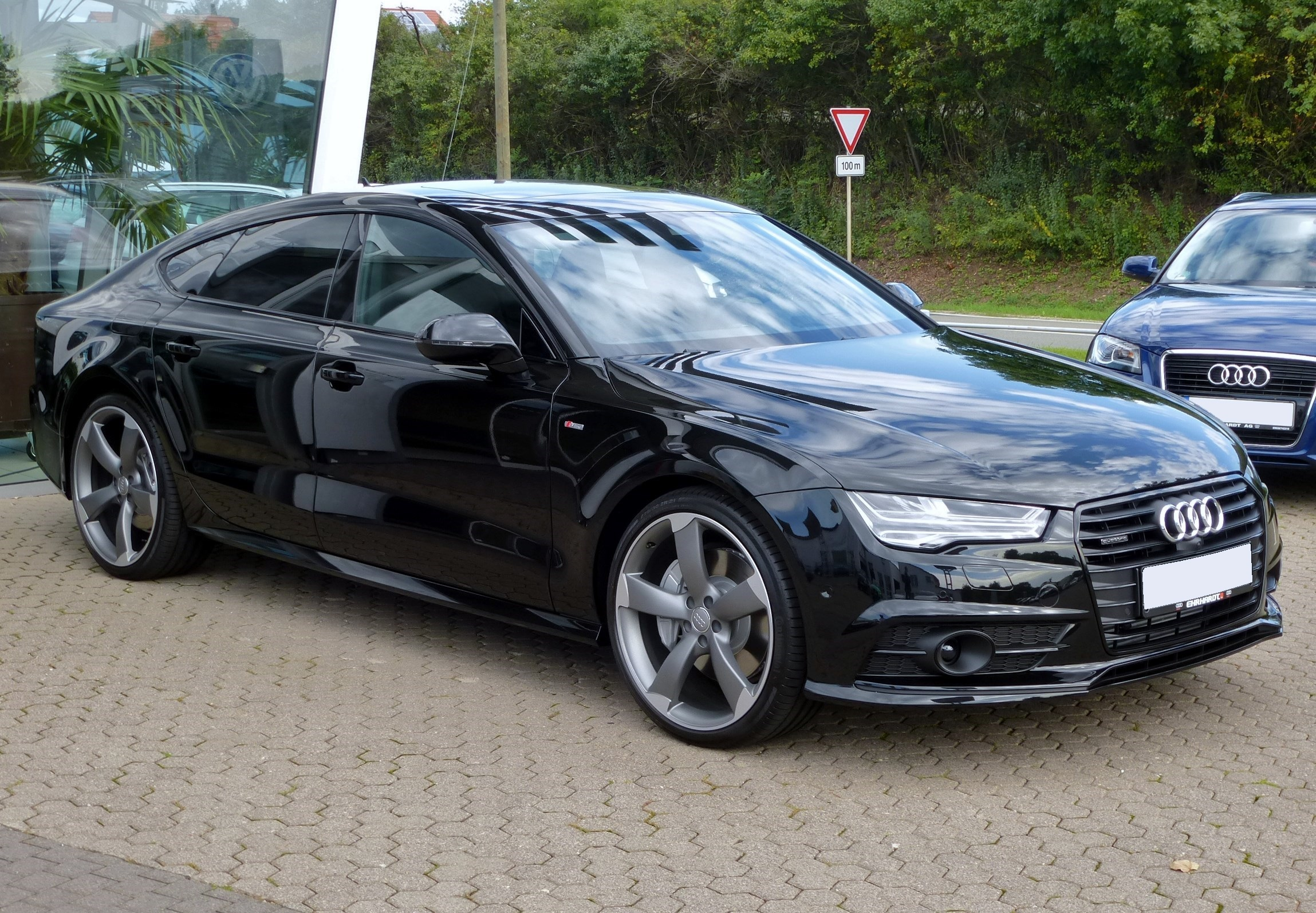
Audi A7 Sportback (з 2014)

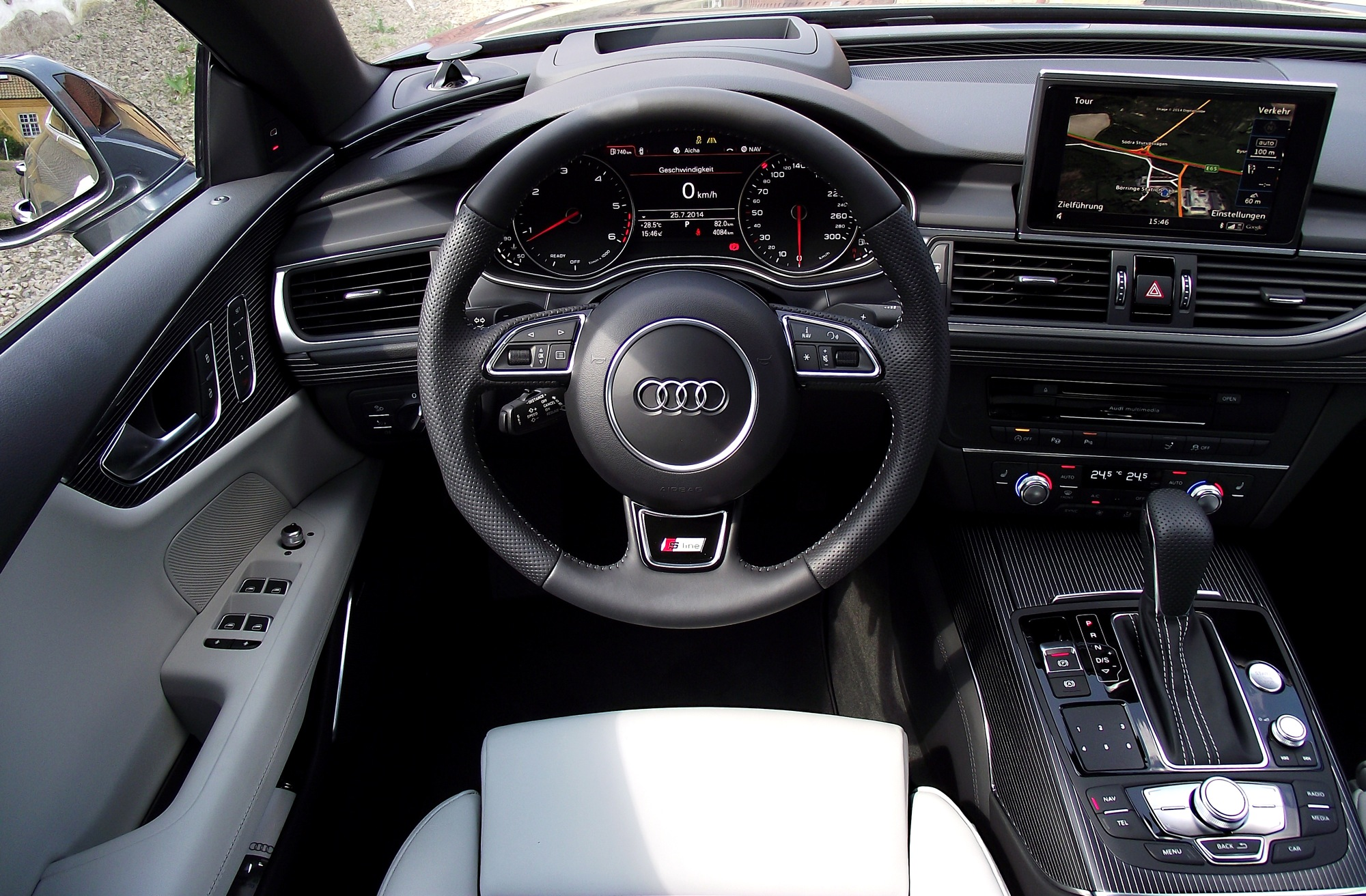

Є першою моделлю Audi в цьому класо-розмірі. Задумана як конкурент на авторинку іншого німецького люкс купе-седана Mercedes-CLS. В модельному ряду Audi є наступною за розміром після аналогічної за формулою кузова Audi A5 Sportback. В ціновому класі розташована на сходинку нижче, ніж «флагманський корабель» концерну Audi A8
Вперше як ескізний проект Audi Sportback Concept була продемонстрована на Detroit Motor Show у 2009, а потім на Паризькому автосалоні 2010.
Власне як вже серійне авто, котре успадкувало багато деталей зі згаданого концепт-кара, Audi A7 була презентована широкому загалу 26 липня 2010 в Мюнхенському музеї «Сучасна пінакотека»
Audi A7 2016 р. має оновлений дизайн, в якому багато уваги приділено стилізації форми Дана модель має великий кузов з підсилювачем та похилими задніми дверима, а також салон вражаючих розмірів. Також версія 2016 р. оснащена більш сильними двигунами — 3-х літровим бензиновим двигуном V6 з наддувом, потужністю 333 к.с., та 3-х літровим дизельним двигуном V6 з турбонаддувом, потужністю 240 к.с. Обидва двигуни експлуатуються в комплекті з восьмиступеневою автоматичною трансмісією та системою повного приводу «quattro» марки Audi

### Кузов
Кузов А7 збудовано на оригінальній платформі, котру, згідно з аналітиками, цілком ймовірно буде потім використано при конструюванні Audi A6 нового покоління, що очікується з 2011 р.
Модель А7 відрізняє значно нижча «посадка» — кліренс і як наслідок її коефіцієнт аеродинамічного опору дорівнює 0,28 Cx.
Зовнішний дизайн А7 характеризує більш довгий моторний відсік, повільна плавна крива даху та коротко обрізана корма. Чотиридверна формула кузова за німецькою класифікацією надає авто право називатися «лімузином», але за власне формою та її елегантністю, виробники та експерти класифікують А7 як «купе».
В авто позаду є п'яті дверцята, які в німецький класифікації звуться не «дверима», а кришкою, створкою (нім. Klappe). Наявність цієї електрично від- та зачиняємої деталі кузова наближає А7 до іншого конкурента Ауді — моделі-новинки останнього часу BMW 5 GT, в котрого задні дверцята теж мають електричний привід. Така форма кузова дозволяє більш ефективно використовувати багажний відсік. Він має об"єм 535 літрів, при відкинутих сидіннях заднього ряду його об"єм сягає 1.390 літрів.

### Серійне обладнання
У кокпіті машини вперше вмонтовано Head-Up-Display, який звичайно встановлюється в кабінах пілотів реактивних винищувачів. На лобове скло таким чином можуть проектуватися всі навігаційні дані. Як альтернатива також присутній звичайний 6,5"-дюймовий дисплей.
Основні блоки внутрішнього обладнання А7 в основному походять від Audi A8.
До цього належать:
- Бі-ксенонові фари спереду та LED-вогні позаду машини.
- Кондиціонер класу Klimaautomatik
- Передні, бокові та головні повітряні мішки безпеки
- Електро-механічне кермо: вмикається автоматично саме, якщо водій ненароком втратить колію на шосе. Також в керма є функція автоматичної парковки заднім ходом. Водій повинен тільки натискати педалі гальма і газу
- Темпомат
- Зсувний панорамний дах з оргскла або знімний дах
- Задній спойлер автоматично висувається при 130 км/г, а при 80 км/г також автоматично ховається

### Двигун та привід
Як базові на початку випуску А7 пропонуються 6-цилиндрові мотори: бензинові 2.8 FSI з 204 к.с./150 кВ, або 3.0 TFSI з 300 к.с./220 кВ). Обладнання дизельним двигуном об'ємом 3,0 л. матиме також два варіанти: турбодизель 3.0 TDI з 204 к.с./150 кВ або з 250 к.с./180 кВ.
Бензинові
- 1.8 л І4 TFSI 190 к.с.
- 2.0 л І4 TFSI 252 к.с.
- 2.5 л V6 FSI (Китай)
- 2.8 л V6 FSI 204 к.с.
- 3.0 л V6 TFSI 300—333 к.с.
- 4.0 л V8 TFSI 420—605 к.с.

Дизельні
- 3.0 л TDI EA897 V6 190—326 к.с.

|                                        | 2.8 FSI                                              | 3.0 TFSI                                             | 3.0 TDI DPF                                                  | 3.0 TDI DPF                                                  |
| -------------------------------------- | ---------------------------------------------------- | ---------------------------------------------------- | ------------------------------------------------------------ | ------------------------------------------------------------ |
| Час збудування:                        | з липня 2010                                         | з липня 2010                                         |                                                              | з липня 2010                                                 |
| Тип двигуна:                           | Шестициліндровий-Двигун внутрішнього згоряння V-типу | Шестициліндровий-Двигун внутрішнього згоряння V-типу | Шестициліндровий-Дизельний двигун V-типу, Common-Rail-вприск | Шестициліндровий-Дизельний двигун V-типу, Common-Rail-вприск |
| Обладнання мотора:                     | —                                                    | Компресор                                            | Турбонаддув                                                  | Турбонаддув                                                  |
| Об'єм блоку циліндрів:                 | 2773 cm³                                             | 2995 cm³                                             | 2967 cm³                                                     | 2967 cm³                                                     |
| Макс. потужність при об./хв.:          | 150 кВ (204 к.с.)/5250                               | 220 кВ (300 к.с.)/5250–6500                          | 150 кВ (204 к.с.)/                                           | 180 кВ (245 к.с.)/4000–4500                                  |
| Макс. крутний момент при об./хв.:      | 280 Нм/3000–5000                                     | 440 Нм/2900–4500                                     | Нм/                                                          | 500 Нм/1400–3250                                             |
| Тип приводу, серійний:                 | Повний привід                                        | Повний привід                                        | Передній привід                                              | Повний привід                                                |
| Трансмісія, серійна:                   | 7-швидк.-S tronic                                    | 7-швидк.-S tronic                                    | Multitronic                                                  | 7-швидк.-S tronic                                            |
| Пуста вага:                            | 1795 кг                                              | 1845 кг                                              |                                                              | 1845 кг                                                      |
| Макс.додаткове навантаження:           | 475 кг                                               | 475 кг                                               | 475 кг                                                       | 475 кг                                                       |
| Прискорення 0–100 км/г:                | 8,3 сек.                                             | 5,6 сек.                                             | сек.                                                         | 6,5 сек.                                                     |
| Максимальна швидкість:                 | 235 км/г                                             | 250 км/г (електронно обмежена)                       | км/г                                                         | 250 км/г (електронно обмежена)                               |
| Споживання пального на 100 км (зміш.): | 8,0 л. Super / A95                                   | 8,2 л. Super / A95                                   | 5,3 л. диз.паливо                                            | 6,0 л. диз.паливо                                            |
| CO2-емісія, (зміш.):                   | 187 г/км                                             | 190 г/км                                             | 139 г/км                                                     | 158 г/км                                                     |
| Європейські норми вихлопу:             | Euro 5                                               | Euro 5                                               | Euro 5                                                       | Euro 5                                                       |

### Ринкові дані
Постачання та продаж А7 розпочався восени 2010 р. В травні 2014 року модель отримала рестайлінг, а вартість її базової версії знизилася до 51.300 евро.
Базові ціни
- версія 2.8 FSI коштує 51.650 євро
- версія 3.0 TFSI коштує 58.600 євро
- версія 3.0 TDI з варіантом двигуна в 245 к.с. = 58.100 євро

## Друге покоління (4K)

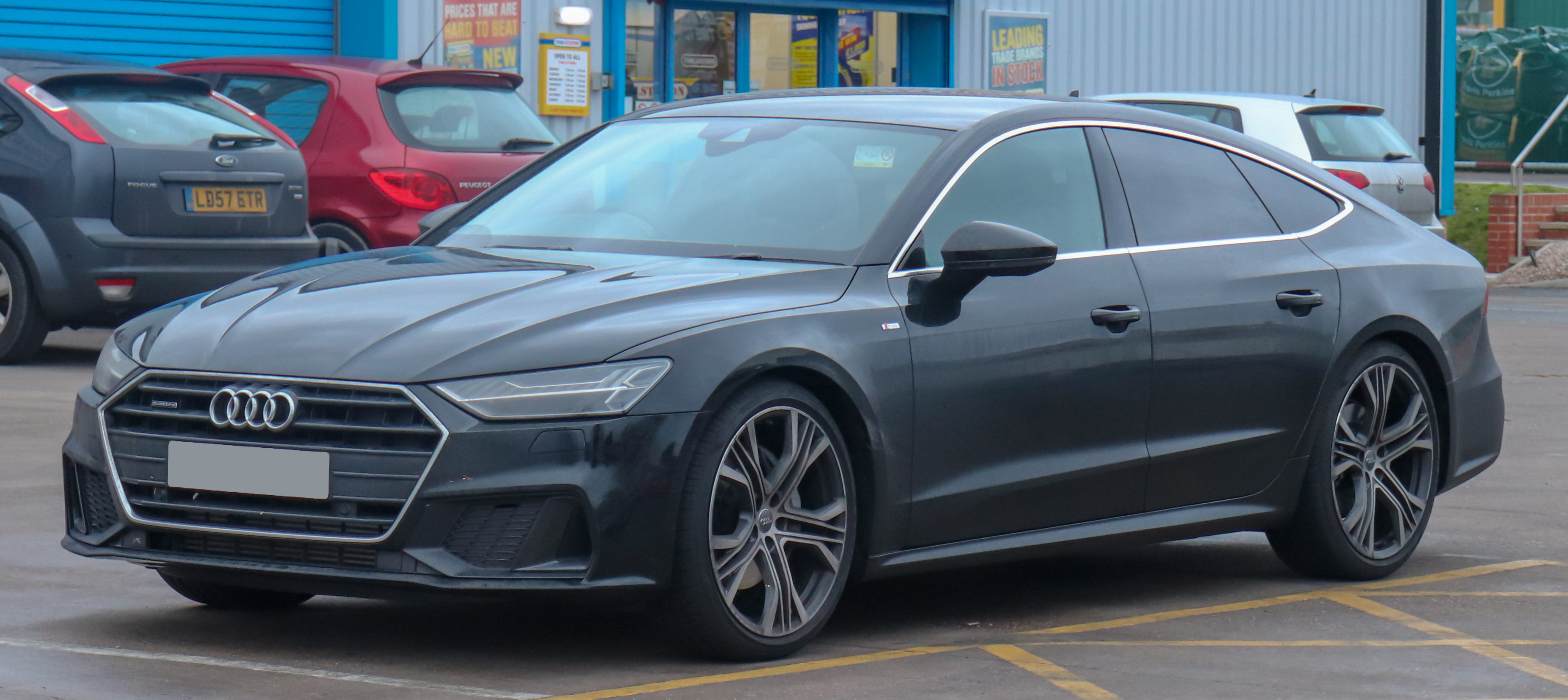
Audi A7 Sportback

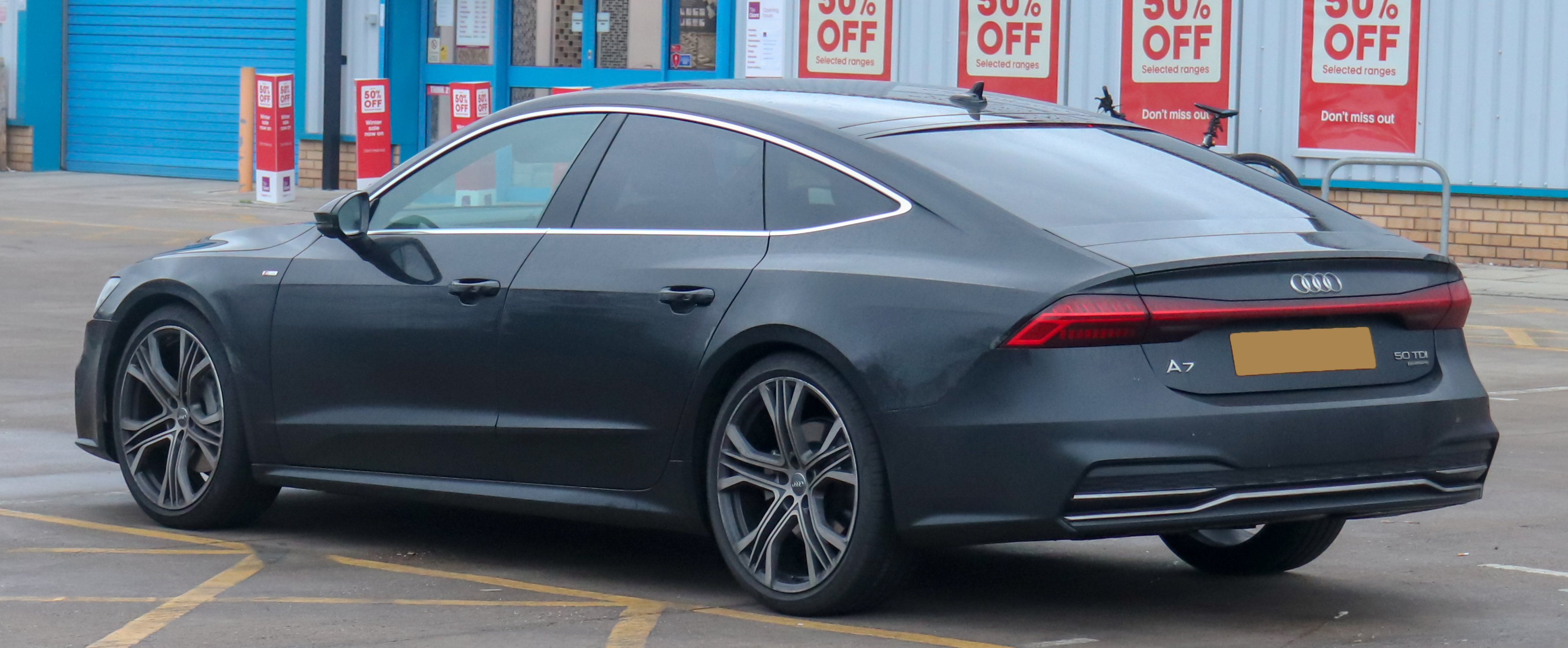
Audi A7 Sportback

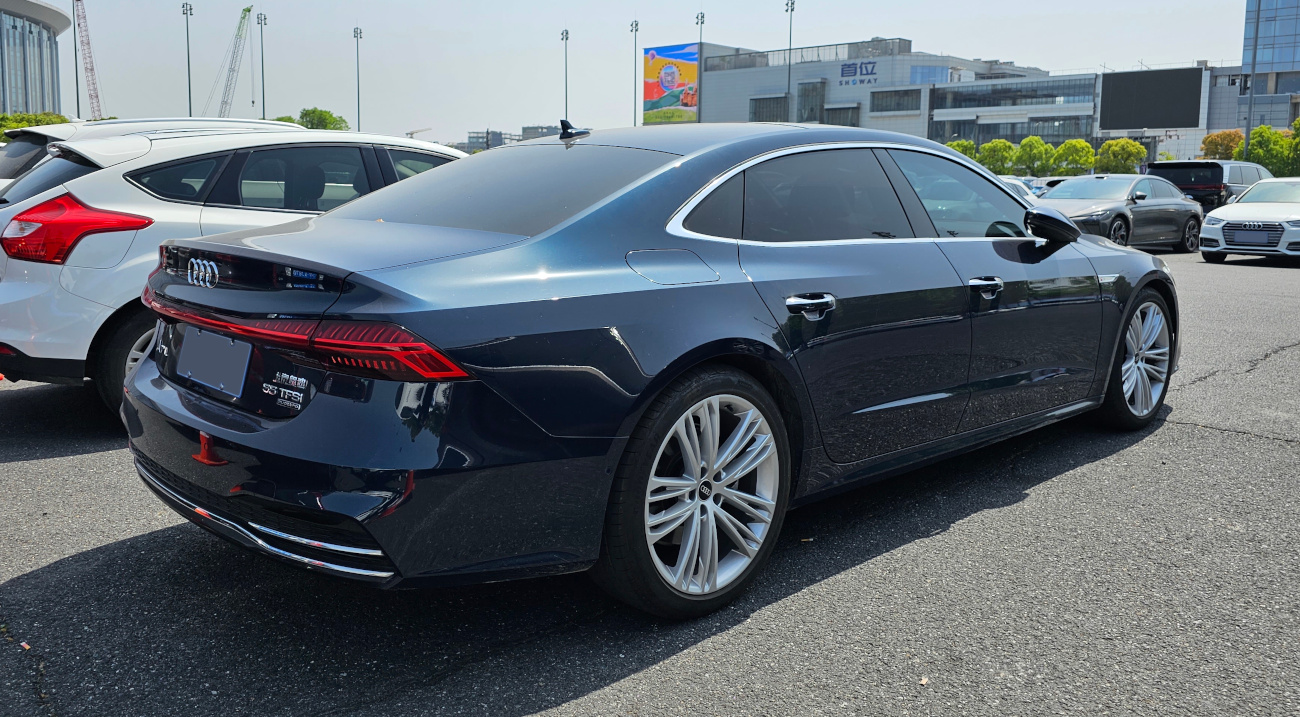
Audi A7L

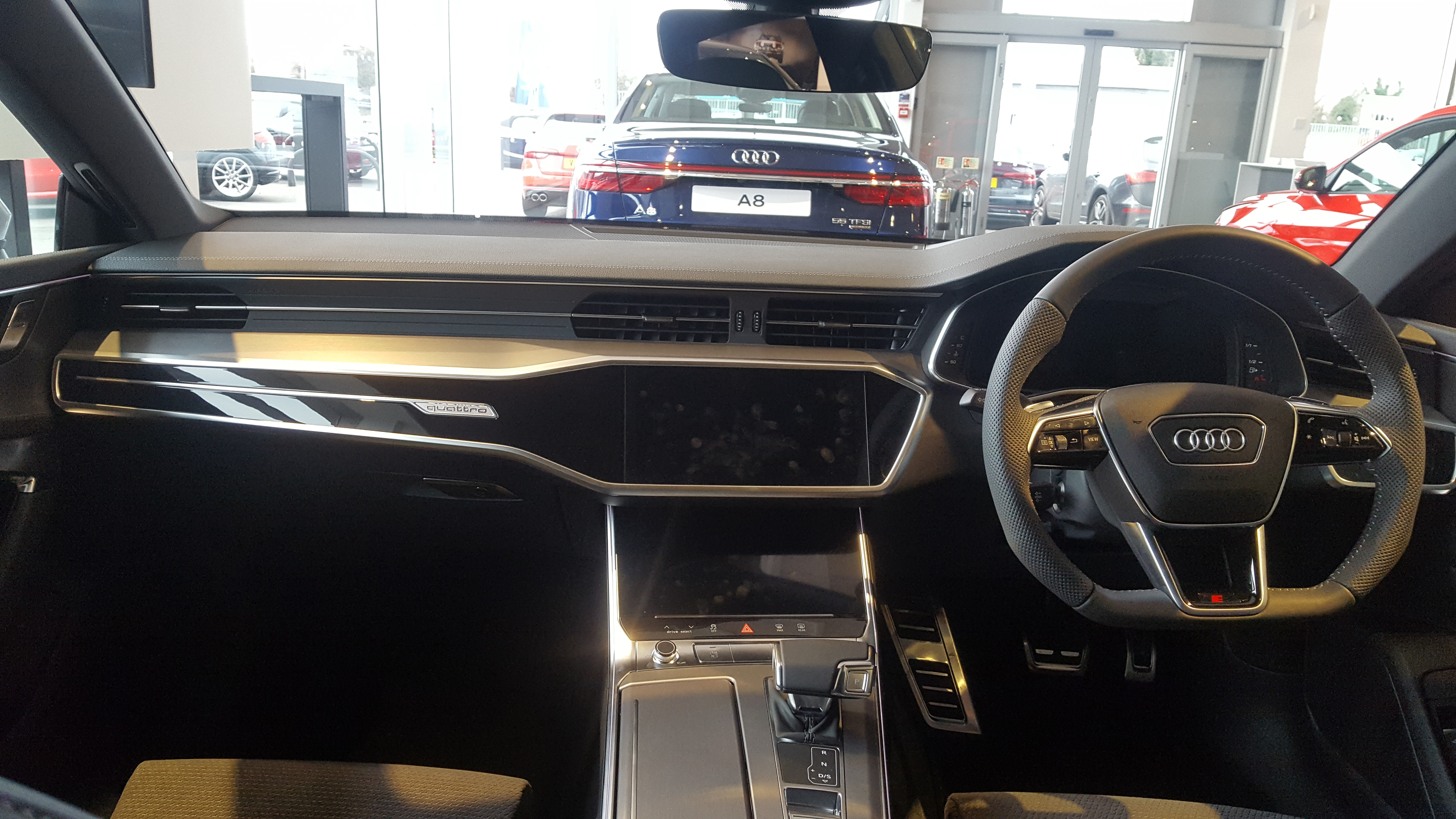

19 жовтня 2017 року вперше був представлений Audi A7 Sportback II розроблений на платформі MLBevo. Друге покоління Audi A7 Sportback стилістично нагадує концепт-кар Audi Prologue Coupe, а також четверте покоління Audi A8. П'ятидверне купе довжиною 4969 мм, шириною 1908 мм, висотою 1422 мм з колісною базою 2926 мм. Багажне відділення буде варіюється від 535 до 1390 літрів. Замовлення на цю модель можна розмістити з початку 2018 року, а перші автомобілі перейдуть до власників у другому кварталі 2018 року. Audi A7 Sportback доступний з 3.0 TFSI V6 з 340 к.с. і максимальним обертальним моментом 500 Нм. Двигун повинен працює в парі 7-швидкісною автоматичною трансмісією S tronic та приводом Quattro. У цій конфігурації Audi здатна прискорювати від 0 до 100 км/год за 5,3 с і досягти максимальної швидкості 250 км/год.
У 2021 році Audi додала до модельного ряду А7 комплектацію RS7 з 591-сильним двигуном. Ця версія авто розганяється до 100 км/год за 3,5 секунди.
Audi A7 2022 року отримала оновлення мультимедійної системи. Відтепер всі комплектації авто поставляються з 10,1-дюймовим сенсорним екраном та бездротовим Apple CarPlay. Новим стандартом для усіх варіантів оснащення салону А7 стала повністю цифрова панель приладів.
У 2023 році Audi зробила стандартними для A7 адаптивний круїз-контроль і систему підтримки смуги руху.  
У 2024 році Audi A7 отримала зміни в дизайні решітки радіатора та колісних дисків.  

### Двигуни
Бензинові
- 45 (2.0) TFSI VW EA888 І4 245 к.с.
- 55 (3.0) TFSI EA839 V6 340 к.с.

Дизельні
- 40 (2.0) TDI EA288evo І4 204 к.с.
- 45 (3.0) TDI EA897evo2 V6 231 к.с.
- 50 (3.0) TDI EA897evo2 V6 286 к.с.